# Jacob Gibb
Jacob „Jake“ Gibb (* 6. Februar 1976 in Bountiful (Utah), USA) ist ein ehemaliger US-amerikanischer Beachvolleyballspieler. Er nahm an vier Olympischen Spielen teil und war 2012 World Tour Champion.

## Karriere
Jake Gibb spielte von 2000 bis 2009 auf der US-amerikanischen AVP Tour und seit 2005 auch international auf der FIVB World Tour. Mit Adam Jewell gewann er 2004 sein erstes AVP-Turnier. Mit Stein Metzger wurde er bei der Beachvolleyball-Weltmeisterschaft 2005 in Berlin Dreizehnter. Von 2006 bis 2012 spielte Gibb mit Sean Rosenthal, mit dem er die FIVB-Open Turniere 2006 in Acapulco und 2008 in Prag gewann. Bei den Olympischen Spielen 2008 in Peking landeten Gibb/Rosenthal auf Platz fünf, nachdem man im Viertelfinale an den späteren Bronzemedaillengewinnern Ricardo/Emanuel scheiterte. Bei den Weltmeisterschaften gelang ihnen 2007 in Gstaad ein fünfter Platz, 2009 in Stavanger ein neunter Platz und 2011 in Rom ein 17. Platz. Das letzte gemeinsame Jahr 2012 war das erfolgreichste von Gibb/Rosenthal: Nach zwei Grand Slam Siegen auf der FIVB World Tour in Rom und Gstaad belegten sie Platz fünf bei den Olympischen Spielen in London und wurden schließlich auch FIVB Tour Champion. Von 2013 bis 2016 spielte Jake Gibb mit Casey Patterson und gewann den Shanghai Grand Slam. Anschließend standen sie in Corrientes und beim Continental Cup in Campinas jeweils im Finale und wurden Fünfte in Den Haag. Bei der WM in Stare Jabłonki erreichten Gibb/Patterson als Gruppendritter die Hauptrunde, wo sie gegen ihre Landsleute Dalhausser/Rosenthal ausschieden. Auch in den Folgejahren hatten Gibb/Patterson zahlreiche Top-Ten-Platzierungen auf der World Tour. Außerdem nahmen sie an den Olympischen Spielen 2016 in Rio teil.
Seit 2017 war Taylor Crabb Gibbs Partner, mit dem er 2019 das FIVB 4-Sterne-Turnier im mexikanischen Chetumal gewann. Über die Weltrangliste qualifizierten sich die beiden US-Amerikaner 2021 für die Olympischen Spiele in Tokio. Kurz vor dem Beginn der Wettkämpfe wurde Crabb allerdings positiv auf SARS-CoV-2 getestet. Gibb startete daher zusammen mit Tri Bourne. Die beiden schieden im Achtelfinale gegen das deutsche Duo Thole/Wickler aus. Ende 2021 beendete Gibb mit 45 Jahren seine internationale Karriere.

## Privates
Jacob Gibb ist einer der wenigen Spieler der AVP-Tour, die nicht auf dem College Volleyball spielten. Während er in Bountiful (Utah) aufwuchs, spielte er Golf und Basketball und begann erst mit 21 Jahren zusammen mit seinem Zwillingsbruder Coleman mit dem Beachvolleyball. Jacob ist der Jüngste von 11 Geschwistern. Er ist verheiratet und lebt seit 2002 in Costa Mesa (Südkalifornien).